# Radiotélescope RT-70 de Suffa
Le radiotélescope Suffa RT-70 (en russe : Суффа РТ-70) est un radiotélescope RT-70 situé à l'observatoire radio de Suffa sur le plateau de Suffa en Ouzbékistan.

## Histoire
La construction a commencé à la fin des années 1980, mais a été suspendue lorsque l'Union soviétique est tombée et que le gouvernement ouzbek a abandonné le projet. En 2008, le gouvernement russe avait repris la construction du site, en mettant l'accent sur les observations dans la bande des ondes millimétriques à 100–300 GHz. En 2014, la construction aurait été achevée à 50 %. Cependant le chantier a été abandonné.
Avec son diamètre d'antenne de 70 m, ce devait être le 3ème télescope RT-70.
Les deux autres télescopes RT-70 terminés sont :
- Radiotélescope Yevpatoria RT-70 – Yevpatoria, Crimée
- Radiotélescope Galenki RT-70 – Observatoire astrophysique d'Oussouriïsk, Russie